# 姫路市立増位小学校
姫路市立増位小学校（ひめじしりつ ますいしょうがっこう）は、兵庫県姫路市白国5丁目に所在する公立小学校。

## 沿革
- 1983年（昭和58年）4月1日 - 開校。

## 通学区域
- 白国、白国一丁目、白国二丁目、白国三丁目、白国四丁目、白国五丁目、保城の一部、増位新町一丁目、増位新町二丁目、増位本町一丁目、増位本町二丁目、峰南町の一部[1]

※卒業後は基本的に姫路市立増位中学校に進学する。

## 通学区域が隣接している学校
- 姫路市立砥堀小学校
- 姫路市立水上小学校
- 姫路市立城北小学校
- 姫路市立広峰小学校